# En'enra
En'enra (jap. 煙々羅) − japoński duch (yōkai) mający postać dymu. Zamieszkuje ogniska, a gdy je opuszcza przybiera postać człowieka. 

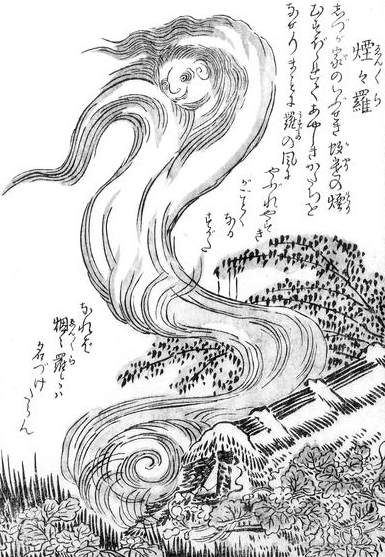
En'enra przedstawiona w Konjaku-hyakki-shūi Sekiena Toriyamy

Mówi się, że en'enra może być zauważona tylko przez osobę z czystym sercem.
W kulturze popularnej, postać Smoke z serii gier Mortal Kombat okazuje się być en'enrą.